# علی‌اکبر تجویدی
علی‌اکبر تجویدی (زاده ۱۳۰۵ – درگذشته ۲۰ خرداد ۱۳۹۶) نقاش، پژوهشگر، باستان‌شناس و نگارگر اهل ایران بود.

## زندگی‌نامه
علی‌اکبر تجویدی در سال ۱۳۰۵ متولد شد. وی فرزند هادی تجویدی است که در نقاشی از شاگردان طراز اول کمال‌الملک بود.
برادران وی محمد و علی تجویدی از نقاشان و موسیقی‌دان صاحب‌نام ایران بودند. علی‌اکبر تجویدی خود نیز از شاگردان کمال‌الملک و از هنر آموختگان مدرسه صنایع مستظرفه، یکی از مهم‌ترین هنرمندان و پژوهشگران خاندان تجویدی بود.
تجویدی کارنامه ای درخشان در آموزش هنر و همکاری مستمر با وزارت فرهنگ و هنرِ وقت داشت، و آغازگر جدی پژوهش‌های کیفی در تاریخ نقاشی ایرانی بود.

## درگذشت
علی‌اکبر تجویدی روز شنبه ۲۰ خرداد ماه سال ۱۳۹۶ در ۹۱ سالگی در پاریس درگذشت. پیکر وی شامگاه ۲۴ خردادماه به ایران منتقل شد تا بنا به وصیتش در تهران به خاک سپرده شود.
صبح پنجشنبه ۲۵ خرداد پس از مراسم تشییع پیکر تجویدی در قطعه هنرمندان بهشت زهرا به خاک سپرده شد.

## آثار

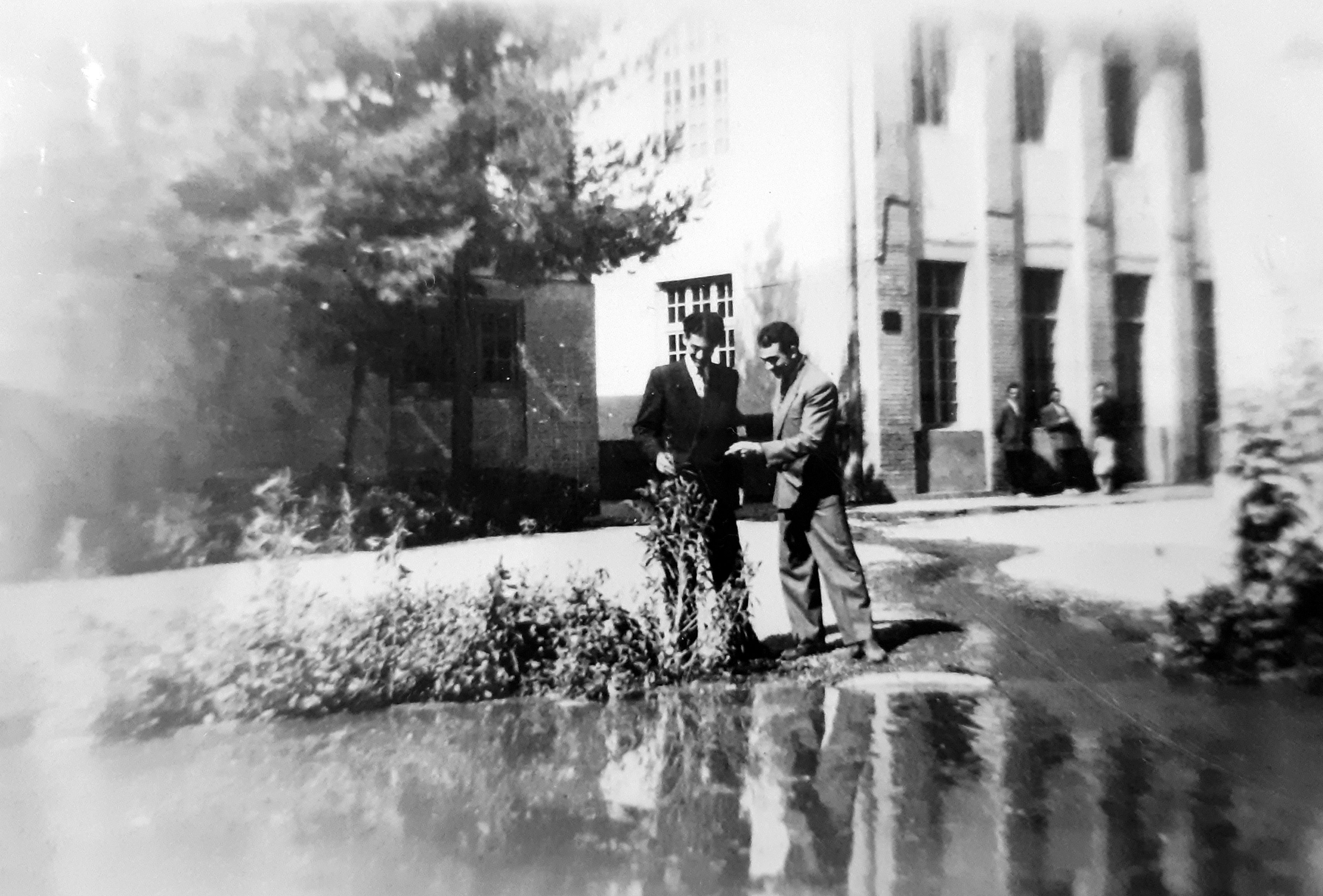
علی‌اکبر تجویدی و محمد مهروان در محوطه باغ نگارستان (موزه هنرهای ملی) دهه ۴۰ شمسی

علی‌اکبر تجویدی سال‌های بسیاری را صرف پژوهش کرد و صاحب مقالات و تألیفات متعددی در زمینه هنر و فرهنگ ایرانی بود. از جمله آثار وی می‌توان به کتاب «نگاهی به هنر نقاشی ایران از آغاز تا قرن دهم هجری» اشاره کرد. این کتاب بیانگر یک سیر تاریخی است که از نقاشی غارهای لرستان آغاز شده و نتایج پژوهش دوره‌های متعدد تاریخی در آن همراه با نمونه‌های تصویری ارائه شده و سرانجام این پژوهش به عهد صفویه می‌رسد. این کتاب نخستین کتاب تخصصی دربارهٔ نقاشی ایرانی است و در سال ۱۳۵۲ منتشر شد.
تجویدی در انتشار کتاب «پنجمین کنگره جهانی باستان‌شناسی و هنر ایران" در سال ۱۳۴۷ نیز همکاری داشت و از دیگر آثار وی به شمار می‌رود.